# Ivan Šaponjić
Ivan Šaponjić (Nova Varoš, Yugoslavia, 2 de agosto de 1997) es un futbolista serbio que juega de delantero en el Diósgyőri VTK de la Nemzeti Bajnokság I.

## Trayectoria
Tras formarse como futbolista con las categorías inferiores del Partizán de Belgrado, en 2015 fue campeón del mundo sub-20 con Serbia en el Mundial de Nueva Zelanda a las órdenes de Veljko Paunović. Con 17 años hizo dos goles en aquel torneo, uno en la semifinal contra Malí. Poco antes había explotado con el Partizán de Belgrado, con quien llegó a jugar eliminatorias previas de Liga de Campeones y, después, partidos en la Europa League. 
Al término del torneo, y tras su irrupción en el fútbol mundial, el espigado delantero firmó por el Sport Lisboa e Benfica que pagó por él algo menos de tres millones, y a partir de 2016 jugaría en el segundo equipo de la Segunda División de Portugal.
Durante la campaña 2017-18 estuvo cedido por el S. L. Benfica en el Zulte Waregem belga. Allí hizo 7 goles en 39 partidos y retornó a Portugal. Entonces el Sport Lisboa e Benfica recibió la llamada del Ajax de Ámsterdam y del R. S. C. Anderlecht para pedir su cesión en el mercado de invierno de la temporada 2018-19, pero el club portugués se negó.
El 11 de julio de 2019 el Club Atlético de Madrid hizo oficial su incorporación para las siguientes tres temporadas. El 22 de enero de 2021 fue prestado al Cádiz C. F. hasta el final de la campaña. Tras esta volvió al equipo madrileño, que el 22 de enero de 2022 le rescindió el contrato para que se marchara al Š. K. Slovan Bratislava. En Eslovaquia estuvo un año antes de ser cedido al Bandırmaspor y, posteriormente, al Ümraniyespor. Tras esta segunda cesión quedó libre y estuvo sin equipo hasta su incorporación al MOL Fehérvár F. C. en enero de 2025. Cinco meses después se unió al Diósgyőri VTK.

## Estadísticas
Actualizado al último partido disputado el 9 de mayo de 2025.
| Club                                 | Div.          | Temporada     | Liga  | Liga  | Copas nacionales | Copas nacionales | Copas internacionales | Copas internacionales | Total | Total |
| Club                                 | Div.          | Temporada     | Part. | Goles | Part.            | Goles            | Part.                 | Goles                 | Part. | Goles |
| ------------------------------------ | ------------- | ------------- | ----- | ----- | ---------------- | ---------------- | --------------------- | --------------------- | ----- | ----- |
| Partizán de Belgrado Serbia          | 1.ª           | 2013-14       | 1     | 0     | 0                | 0                | 0                     | 0                     | 1     | 0     |
| Partizán de Belgrado Serbia          | 1.ª           | 2014-15       | 14    | 4     | 2                | 1                | 0                     | 0                     | 16    | 5     |
| Partizán de Belgrado Serbia          | 1.ª           | 2015-16       | 17    | 3     | 1                | 2                | 7                     | 1                     | 25    | 6     |
| Partizán de Belgrado Serbia          | Total club    | Total club    | 32    | 7     | 3                | 3                | 7                     | 1                     | 42    | 11    |
| S. L. Benfica "B" Portugal           | 2.ª           | 2015-16       | 19    | 5     | —                | —                | —                     | —                     | 19    | 5     |
| S. L. Benfica "B" Portugal           | 2.ª           | 2016-17       | 21    | 2     | —                | —                | —                     | —                     | 21    | 2     |
| S. V. Zulte Waregem · Bélgica        | 1.ª           | 2017-18       | 31    | 6     | 3                | 1                | 5                     | 0                     | 39    | 7     |
| S. V. Zulte Waregem · Bélgica        | Total club    | Total club    | 31    | 6     | 3                | 1                | 5                     | 0                     | 39    | 7     |
| S. L. Benfica "B" Portugal           | 2.ª           | 2018-19       | 28    | 6     | —                | —                | —                     | —                     | 28    | 6     |
| S. L. Benfica "B" Portugal           | Total club    | Total club    | 68    | 13    | 0                | 0                | 0                     | 0                     | 68    | 13    |
| Atlético de Madrid · España          | 1.ª           | 2019-20       | 2     | 0     | 1                | 0                | 0                     | 0                     | 3     | 0     |
| Atlético de Madrid · España          | 1.ª           | 2020-21       | 0     | 0     | 2                | 0                | 0                     | 0                     | 2     | 0     |
| Cádiz C. F. · España                 | 1.ª           | 2020-21       | 9     | 1     | ―                | ―                | ―                     | ―                     | 9     | 1     |
| Cádiz C. F. · España                 | Total club    | Total club    | 9     | 1     | 0                | 0                | 0                     | 0                     | 9     | 1     |
| Atlético de Madrid · España          | 1.ª           | 2021-22       | 0     | 0     | 0                | 0                | 0                     | 0                     | 0     | 0     |
| Atlético de Madrid · España          | Total club    | Total club    | 2     | 0     | 3                | 0                | 0                     | 0                     | 5     | 0     |
| Š. K. Slovan Bratislava · Eslovaquia | 1.ª           | 2021-22       | 11    | 4     | 5                | 0                | ―                     | ―                     | 16    | 4     |
| Š. K. Slovan Bratislava · Eslovaquia | 1.ª           | 2022-23       | 14    | 2     | 3                | 1                | 10                    | 1                     | 27    | 4     |
| Š. K. Slovan Bratislava · Eslovaquia | Total club    | Total club    | 25    | 6     | 8                | 1                | 10                    | 1                     | 43    | 8     |
| Bandırmaspor Turquía                 | 2.ª           | 2022-23       | 12    | 8     | ―                | ―                | ―                     | ―                     | 12    | 8     |
| Bandırmaspor Turquía                 | Total club    | Total club    | 12    | 8     | 0                | 0                | 0                     | 0                     | 12    | 8     |
| Ümraniyespor Turquía                 | 2.ª           | 2023-24       | 15    | 1     | 0                | 0                | ―                     | ―                     | 15    | 1     |
| Ümraniyespor Turquía                 | Total club    | Total club    | 15    | 1     | 0                | 0                | 0                     | 0                     | 15    | 1     |
| MOL Fehérvár F. C. · Hungría         | 1.ª           | 2024-25       | 12    | 5     | 2                | 3                | ―                     | ―                     | 14    | 8     |
| MOL Fehérvár F. C. · Hungría         | Total club    | Total club    | 12    | 5     | 2                | 3                | 0                     | 0                     | 14    | 8     |
| Diósgyőri VTK · Hungría              | 1.ª           | 2025-26       | 0     | 0     | 0                | 0                | ―                     | ―                     | 0     | 0     |
| Diósgyőri VTK · Hungría              | Total club    | Total club    | 0     | 0     | 0                | 0                | 0                     | 0                     | 0     | 0     |
| Total carrera                        | Total carrera | Total carrera | 206   | 47    | 19               | 8                | 22                    | 2                     | 247   | 57    |
| 1. 2.                                |               |               |       |       |                  |                  |                       |                       |       |       |

## Palmarés

### Campeonatos nacionales
| Título                     | Club                    | País       | Año  |
| -------------------------- | ----------------------- | ---------- | ---- |
| Superliga de Serbia        | Partizán de Belgrado    | Serbia     | 2015 |
| Primera División de España | Atlético de Madrid      | España     | 2021 |
| Superliga de Eslovaquia    | Š. K. Slovan Bratislava | Eslovaquia | 2022 |

### Campeonatos internacionales
| Título              | Club (*)      | País          | Año  |
| ------------------- | ------------- | ------------- | ---- |
| Copa Mundial Sub-20 | Serbia sub-20 | Nueva Zelanda | 2015 |

(*) Incluyendo la selección.